# ルイジ・ケルビーニ
ルイージ・ケルビーニ（Luigi Cherubini, 1760年9月14日フィレンツェ - 1842年3月15日パリ）は、イタリア出身のフランスの作曲家・音楽教師。本名はマリア・ルイージ・カルロ・ゼノービオ・サルヴァトーレ・ケルビーニ（Maria Luigi Carlo Zenobio Salvatore Cherubini）。

## 生涯
6歳の時に音楽家の父親から音楽教育を受け、13歳までに宗教曲をいくつか作曲した。1778年から1780年まで、ボローニャとミラノで音楽を学ぶ。
1788年にパリに定住。翌年にオペラ作曲家として不完全な成功をおさめる。最初の大きな成功は、ポーランドを舞台にしたオペラ『ロドイスカ』（Lodoïska, 1791年）で、この作品は真に迫ったヒロイズムが称賛された。
これに続くのが、ケルビーニの最も有名な作品である『メデア』（Médée, 1797年）と、『二日間、または水の運搬人』（Les deux journées, ou Le porteur d'eau, 1800年）である。しかし、大歌劇場から締め出されていたために、ケルビーニは作品を小さなドゥ・ラ・フォワール・サン＝ジェルマン座（Theatre de la Foire Saint-Germain）で上演せざるを得なかった。理想主義や独立不羈といった気骨や、作品のとりわけ厳粛で高邁な性質のために、ケルビーニは当時の人気作曲家たり得なかった。とはいえ1795年になると、ケルビーニの運は心持ち上向きになり、音楽院(現・パリ国立高等音楽院)の視察官に任命された。
1805年にケルビーニはウィーンに招聘され、オペラを作曲して、手ずから指揮するように依頼された。翌1806年に『ファニスカ』（Faniska）の上演が制作されると、とりわけハイドンやベートーヴェンの熱心な支持をかち取った。
ケルビーニは劇場での不運を嘆いて、徐々に宗教音楽に向かい出し、7つのミサ曲と2つのレクイエムの他、多数の小品を作曲した。この間ケルビーニは、王政復古の下で「王室音楽監督」（surintendant de la musique du roi）にも任命された。1815年にロンドン・フィルハーモニック協会の依嘱で、交響曲、演奏会用序曲、オーケストラつき合唱曲を作曲、これらの上演のためにロンドンに渡って指揮を行い、これによっていっそうの国際的名声を勝ち得た。

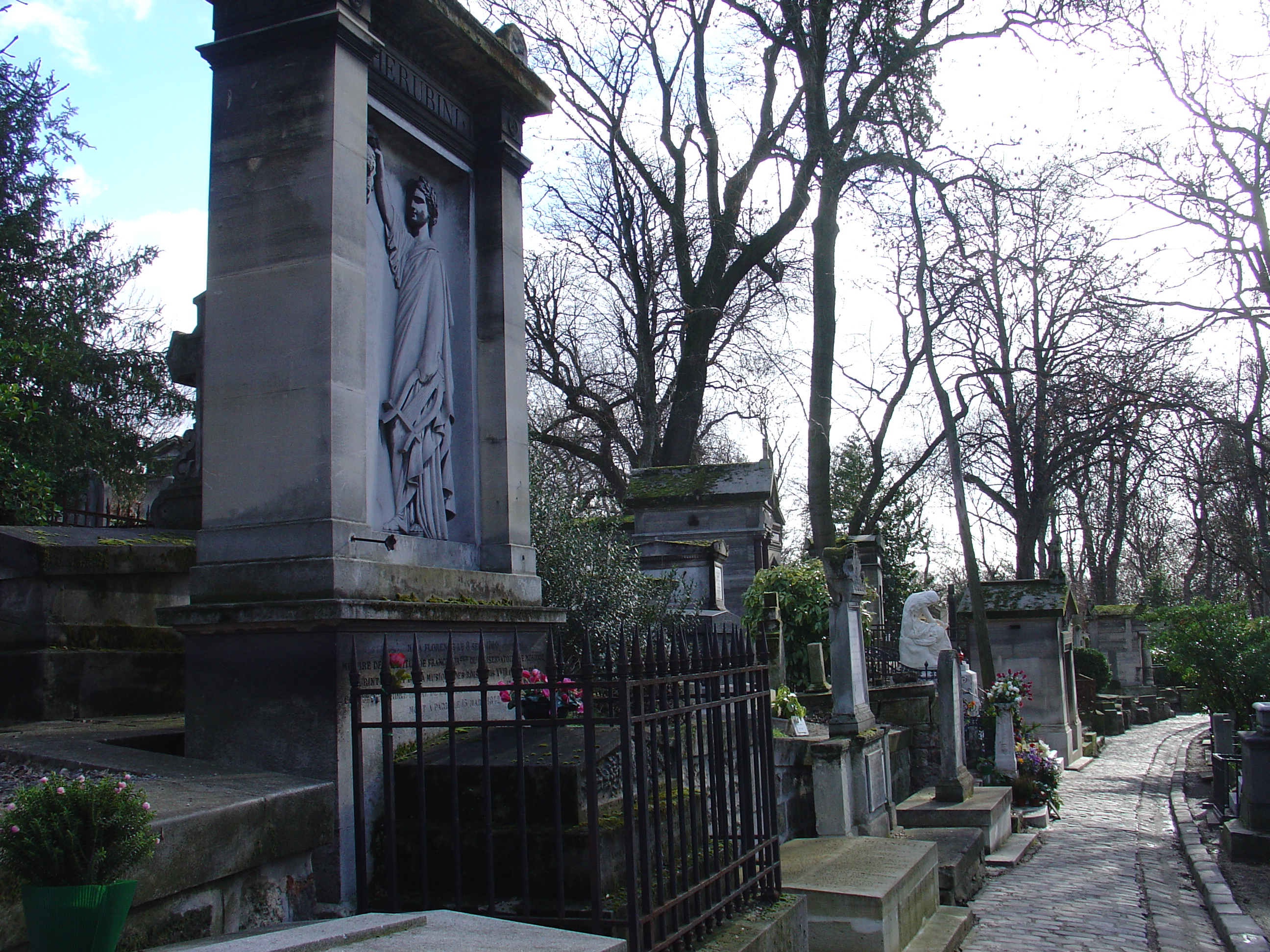
ケルビーニ（左手前）とショパン（右奥の白い彫像）の墓

ルイ16世の処刑を悼んで作曲された『レクイエム ハ短調』（1816年）は、非常に大きな成功をおさめた。この作品はベートーヴェンだけでなく、シューマンやブラームスにも絶賛されている。ハンス・フォン・ビューローはこの作品を「モーツァルトのレクイエムよりも優れている」と評価した。なお、ケルビーニ自身がハイドンやモーツァルトの支持者だった。
1822年にケルビーニはパリ音楽院院長に就任し、1835年に高弟ジャック・アレヴィの補佐を加えて『対位法とフーガ講座』（Cours de contrepoint et de fugue）を上梓した。
81歳でパリに永眠した。墓はペール・ラシェーズ墓地の、ショパンの墓の4つ左隣にある。

## 没後の評価
1820年代にロッシーニの、華々しい声楽の技巧を凝らした輝かしく熱っぽいオペラがパリに上陸すると、古典的な厳粛さをそなえたケルビーニのオペラは、グルックやスポンティーニらの作品と同様に、時代遅れになった。しかし『メデア』は、主役を演じられる歌手が間に合えば、時々復活することもある。現代でこの作品の復活に最も貢献したのは、1953年にヴィットリオ・グイの指揮で主役を演じたマリア・カラスのフィレンツェ公演とされる。もう一つのオペラ『アベンセラージュ族』（Les Abencérages ）は、カルロ・マリア・ジュリーニの指揮による1957年のフィレンツェ公演で、イタリア語歌唱により復活した。
『レクイエム ハ短調』を現代に復活させた中でも最も著名なのは、1950年2月にトスカニーニが指揮したNBC交響楽団の録音である。現在では、リッカルド・ムーティなどによってミサ曲の録音も行われるようになったほか、古楽オーケストラによってハイドン追悼の音楽やレクイエム、『メデア』が録音されている。
また、ムーティはケルビーニの名を冠したユース・オーケストラであるケルビーニ管弦楽団（"Orchestra Giovanile Luigi Cherubini"）を発足させた。

## 教育
ロッシーニのフランス進出後にオペラ界での名声が凋落したため、今日さほど著名ではないものの、同時代の人々には高く評価され、ベートーヴェンはケルビーニを、当時の最もすぐれたオペラ作曲家と見なした。またケルビーニが執筆した『対位法とフーガ講座』は、ショパンやシューマン夫妻も用いたほどであった。作例にはフックス、マルプルク、アルブレヒツベルガー、サルティといった大家が並ぶ。パリ音楽院のみならず、英国王立音楽院ほかの授業で採用された形跡がある。
ケルビーニの『対位法とフーガ講座』は1835年が初版で1863年が第2版であるが、これはフランソワ＝ジョゼフ・フェティスの『対位法教程』（1824年）の11年後の出版である。つまり、ケルビーニがフェティス派についたことを、この本は示している。フェティスの教程より内容がかなり易しくされており、二重合唱と二台のオルガンのためのジュゼッペ・サルティのフーガで教程が閉じられる。フーガ科と対位法科を後年のパリ音楽院は分けてしまったので、このような課題が実習できなくなってしまった。その証拠としてヴァクス (Paul Wachs) 、デュプレ、デュボワの教本にこの項はない。教程が終了後練習問題を大量に載せる風習はケルビーニから始まった。
教本の特徴として三全音や連続五度に関する規則が緩いことがあげられる。後代の理論家はこれらを禁じている。
ケルビーニの『和声の反復進行講座』はテオドール・デュボワが参考文献として採用し、その影響はマルセル・ビッチュの『調性和声概要』にまで及んでいる。

## 主要作品

### オペラ
ケルビーニのオペラ作品一覧も参照
- デモフォン（英語版）（Démophoon, 1788年）
- ロドイスカ（英語版）（Lodoïska, 1791年）
- エリザ、またはモン・サン・ベルナール氷河への旅（英語版）（Eliza, 1794年）
- メデア（Médée, 1797年）
- ポルトガルのホテル（英語版）（L'hôtellerie portugaise, 1798年）
- 二日間、または水の運搬人（英語版）（Les deux journées, 1800年）
- アナクレオン、または逃亡者の愛（英語版）（Anacréon, 1803年） - 現在は序曲が多く演奏される。
- ファニスカ（英語版）（Faniska, 1806年）
- アベンセラージュ族（英語版）（Les abencérages, 1813年）
- アリ・ババ (オペラ)（英語版）（Ali-Baba, 1833年）

### 管弦楽曲
- コンサート序曲
- 宗教行進曲
- ホルンと弦楽合奏のためのソナタ
- 交響曲ニ長調 - 唯一の交響曲。トスカニーニらによる録音あり。

### 室内楽曲
- 弦楽四重奏曲：6曲
- 弦楽五重奏曲：1曲
- ピアノソナタ：6曲

### 合唱曲
- 荘厳ミサ曲　ヘ長調　“シメイにて”（1809年）
- エステルハージ皇太子のための荘厳ミサ曲 ニ短調（1811年）
- 荘厳ミサ曲 ハ長調（1816年）
- 荘厳ミサ曲 変ホ長調（1816年）
- レクイエム（第1番）ハ短調 (1816年)
- 荘厳ミサ曲 ホ長調（1818年）
- ルイ18世の戴冠式のための荘厳ミサ曲 ト長調（1819年）
- 小荘厳ミサ曲　変ロ長調（1821年）
- シャルル10世の戴冠式のための荘厳ミサ曲　イ長調（1825年）
- レクイエム第2番 ニ短調（ドイツ語版） (1836年)

### 著書
- Cours de Contrepoint et de Fugue[6] (初版 1835年 シュレサンジェル社, 第二版 1863年以降 ウジェル社によるリプリント)
- Marches d'Harmonie(初版 1847年 トロウペナス社, 第二版 1851年以降 ウジェル社によるリプリント)

## 関連文献
- Basil Deane: Cherubini (Oxford Studies of Composers, 1965) ISBN 978-0-193141-08-7
- Oliver Heidenmann: Luigi Cherubini. Les abencérages, ou les l'entendard de Grenade. Untersuchungen zur Operngeschichte des französischen Empire. Waxmann, Münster 1994, ISBN 3-89325-238-X.
- Richard Hohenemser: Luigi Cherubini. Sein Leben und seine Werke. Breitkopf & Härtel, Leipzig 1913 (Unveränderter Neudruck. Sändig, Vaduz 1999).
- Hans-Josef Irmen (Hrsg.): Luigi Cherubini. Leben und Werk in Zeugnissen seiner Zeitgenossen. Bosse, Regensburg 1972, ISBN 3-7649-2071-8.
- Oliver Schwarz-Roosmann: Luigi Cherubini und seine Kirchenmusik. Dohr, Köln 2006, ISBN 3-936655-42-1.